# Batarà barrat
El batarà barrat (Cymbilaimus lineatus) és una espècie d'ocell de la família dels tamnofílids (Thamnophilidae).

## Hàbitat i distribució
Habita el sotabosc de la selva pluvial, vegetació secundària i matolls de les terres baixes fins als 1300 m al vessant del Carib del sud-est d'Hondures, Nicaragua i Costa Rica, ambdues vessants de Panamà i des de Colòmbia, oest i sud de Veneçuela i Guaiana, cap al sud, per l'est dels Andes, a través de l'est d'Equador i est de Perú fins al nord de Bolívia i Amazònia i nord del Brasil.